# Mesosemia sylvina
Mesosemia sylvina är en fjärilsart som beskrevs av Bates 1868. Mesosemia sylvina ingår i släktet Mesosemia och familjen Riodinidae. Inga underarter finns listade i Catalogue of Life.